# Государственный архив Житомирской области
Государственный архив Житомирской области, ГАЖО — основное архивное учреждение Житомирской области. В библиотеке архива находится политическая, историческая, краеведческая литература, центральные и местные периодические издания.

## История
Изменения названия архива:
- Волынское губернское архивное управление (1920—1923)
- Волынский губернский исторический архив (1923—1925)
- Волынское окружное архивное управление (1925—1930)
- Житомирское местное архивное управление (1930—1932)
- Житомирский государственный исторический архив (1932—1937)
- Житомирский областной исторический архив (1937—1941)
- Государственный архив Житомирской области (1941—1958)
- Житомирский областной государственный архив (1958—1980)
- Государственный архив Житомирской области (с 1980 года)[1].

## Фонд
Среди документов периода конца XVIII — начала XX века присутствуют архивы местных органов государственного управления и административно-военных учреждений: Канцелярии Волынского губернатора, Волынского губернского правления, мировых посредников, съездов мировых посредников, волостных управ, Волынского губернского распорядительного комитета, Волынского приказа общественного призрения, Волынской губернской по делам о выборах в Государственную думу комиссии и так далее.
В архиве хранятся метрические записи о бракосочетании французского писателя Оноре де Бальзака с Эвелиной Ганской, запись о рождении героя Парижской коммуны Ярослава Домбровского, Леси Украинки, писателя и общественного деятеля Владимира Короленко.
Архив хранит собственноручное письмо генерал-фельдмаршала Кутузова, автографы А. П. Чехова, Н. И. Пирогова, коллекцию документов инициатора революционного восстания на броненосце «Потёмкин» в 1905 году Г. М. Вакуленчука.
В архиве хранятся фонды советских и партийных деятелей, героев войны и труда, заслуженных врачей, селекционеров, преподавателей, академика В. И. Липского, полных кавалеров ордена Славы, коллекции воспоминаний участников первомайской демонстрации в Коростышеве в 1905 году, коллекция писем советских граждан, вывезенных на принудительные работы в Германию в 1941—1944 годах.
В фондах архива находятся сведения о выдающихся деятелях культуры М. О. Островском, Б. М. Лятошинском, М. А. Скорульском, З. М. Гайдай, С. Т. Рихтере.
В архиве хранятся следующие фонды:
- 9 277 фондов, 1 431 302 личных дел за 1795—2008 года,
- 63 единицы кинодокументов за 1971—1992 года,
- 225 единиц фонодокументов за 1960—2008 года,
- 18 835 единиц фотодокументов за 1906—2008 года,
- 12 единиц видеодокументов за 2003—2008 года[1].